# Aeroporto Internacional de Laredo
O Aeroporto Internacional de Laredo (em inglês, Laredo International Airport) (código IATA: LRD, código OACI: KLRD, FAA LID: LRD) é um aeroporto internacional localizado a 6 quilômetros ao noroeste do Distrito financeiro de Laredo, uma cidade do Condado de Webb, no Texas, Estados Unidos. Situa-se perto da Fronteira entre Estados Unidos e México, ao lado oposto de Novo Laredo, Tamaulipas.
O aeroporto é servido por quatro linhas aéreas. No ano de 2011, LRD teve 101,780 passageiros, uma diminuição do 9.54 por cento com respeito ao ano anterior. Em 2010, LRD chegou a transportar 419,323,814 libras de carga, um aumento do 58 por cento com relação a 2009.

## História
O Aeroporto Internacional de Laredo é uma antiga base aérea das Forças Aéreas do Exército dos Estados Unidos. A base começou suas operações como instalação militar durante a Segunda Guerra Mundial, em novembro de 1942. Tinha uma regimento e uma escola de artilharia. A base foi desativada no final de 1945 e depois cedida à cidade de Laredo, que começou a usá-la como aeroporto local em 1950.[carece de fontes?]
A base foi reativada e renomeada Base da Força Aérea de Laredo em abril de 1952 para proporcionar treinamento básico de voo a pilotos militares, incluindo pilotos principiantes de 24 países. A base aérea aproveitou a disponibilidade de ganho nas inediações da cidade como locais para tiro de artilharia aérea, para finalmente ser clausurada de maneira definitiva em 1973 e cedida de novo à cidade que voltou a usá-lo como Aeroporto Internacional de Laredo.[carece de fontes?]

## Instalações
O Aeroporto Internacional de Laredo tem uma superfície de 727 hectares com uma elevação de 155 metros (508 pés) acima do nível do mar. Conta com três pistas de aterragem:
Para o período de 12 meses que terminou em 30 de setembro de 2007, o aeroporto teve 57,698 operações de aeronaves, uma média de 158 por dia: 48% de aviação geral, 28% militar, 18% táxi aéreo e 7% de comercial regular. Nesse momento tinha 41 aviões com base neste aeroporto: 37% de um só motor, 20% de multi-motor, 32% jet e 12% helicóptero.[carece de fontes?]
O Aeroporto Internacional de Laredo possui um terminal de duas plantas. Na primeira estão situados os balcões, as bandas de retirada de bagagem, alfândega, uma loja de presentes, um restaurante e locadoras de veículos. Na segunda planta situam-se os controles de segurança e as quatro portas de embarque com passarelas de acesso às aeronaves, estando as portas 3 e 4 habilitadas para voos internacionais. O terminal conta com Internet Wireless (WiFi) gratuita. Este aeroporto é utilizado às vezes como aeroporto alternativo aos de Dallas-Fort Worth, Houston ou San Antonio.[carece de fontes?]